# Gwahoddiad
Gwahoddiad (walisisch für „Einladung“, auch bekannt als: Arglwydd Dyma Fi, oder Mi glywaf dyner lais) ist eine walisische Hymne amerikanischen Ursprungs. Sie entstand aus dem englischen Gospel I Am Coming, Lord, dessen erste Zeile lautet: “I hear thy welcome voice” (deutsch: „Ich höre deine einladende Stimme“). Der englische Text und die Melodie entstanden 1872 anlässlich einer Erweckungsveranstaltung in Epworth (Iowa). Der methodistische Prediger und Liedermacher Lewis Hartsough (1828–1919) verfasste das Lied für die Andachten. Hartsough war auch der Musikherausgeber der Liedersammlung The Revivalist, die 1868 das erste Mal herausgegeben wurde und 11-mal aufgelegt wurde. Das englische Lied erschien erstmals 1872 in der Edition.

## Hintergrund
Die Melodie ist im 3/4-Takt gehalten mit Fermaten zur Verfügung des Chorleiters. Das Metrum folgt dem Schema 6686 mit dem Refrain 5576. Das Reimschema ist abcb: jeweils der zweite und vierte Vers reimen sich.
1906 schrieb der amerikanische Gospelsänger und Komponist Ira D. Sankey:

„Der Text und die Musik dieser schönen Hymne wurde erstmals in einer Monatsschrift veröffentlicht mit dem Titel ‚Führer zur Heiligung‘, von dem ich ein Exemplar nach England gesandt bekam. Ich nahm es sofort an und ließ es in “Sacred Songs and Solos” (Moody and Sankey) veröffentlichen. Sie erwies sich als eine der hilfreichsten Erweckungslieder und wurde oft als Einladungshymne in England und Amerika verwendet.“

Die walisische Version walisisch Gwahoddiad wurde von dem calvinistisch-methodistischen Prediger und Musiker Ieuan Gwyllt (John Roberts) übersetzt. Sie wurde in Wales so beliebt, dass sie von vielen Menschen für eine original walisische Hymne gehalten wird.
“I Am Coming, Lord” ist ein Altarruf, der gewöhnlich am Ende der Predigt in einer Erweckungsveranstaltung gesungen wird. In amerikanischen geistlichen Liederbüchern (Hymnals) wird sie daher oft als „WELCOME VOICE“ übertitelt, und in britischen Liederbüchern als CALVARY. Während des Ersten Weltkriegs schrieb Hartsough, wie dankbar er dafür sei, dass das Lied nicht nur in verschiedene Sprachen übersetzt wurde, sondern vor allem, wie populär es bei den Soldaten in den Schützengräben in Europa war.
| The melody of Gwahoddiad                                                                              |
| --- |
| Die Audiowiedergabe wird in deinem Browser nicht unterstützt. Du kannst die Audiodatei herunterladen. |

| Die walisische Version Mi glywaf dyner lais, Yn galw arnaf fi, I ddod a golchi 'meiau gyd, Yn afon Calfari. Byrdwn Arglwydd, dyma fi Ar dy alwad di, Golch fi’n burlan yn y gwaed A gaed ar Galfari. Yr Iesu sy’n fy ngwadd, I dderbyn gyda'i saint, Ffydd, gobaith, cariad pur a hedd, A phob rhyw nefol fraint. Yr Iesu sy’n cryfhau, O’m mewn Ei waith trwy ras; Mae’n rhoddi nerth i'm henaid gwan, I faeddu ’mhechod cas. Gogoniant byth am drefn, Y cymod a’r glanhad; Derbyniaf Iesu fel yr wyf, A chanaf am y gwaed. | Englischer Originaltext I hear thy welcome voice, That calls me, Lord, to thee; For cleansing in thy precious blood, That flow'd on Calvary. Chorus I am coming, Lord! Coming now to Thee! Wash me, cleanse me, in the blood That flow'd on Calvary! Though coming weak and vile, Thou dost my strength assure; Though dost my vileness fully cleanse, Till spotless all, and pure. 'Tis Jesus calls me on To perfect faith and love, To perfect hope, and peace, and trust, For earth and heaven above. And he the witness gives To loyal hearts and free, That every promise is fulfilled, If faith but brings the plea. All hail! atoning blood! All hail! redeeming grace! All hail! the gift of Christ, our Lord, Our strength and righteousness. | Übersetzung Ich höre deine einladende Stimme, Die mich zu Dir, Herr, ruft; Zur Reinigung in Deinem teuren Blut, Das auf Golgota floss. Chorus Ich komme, Herr! Komme nun zu Dir! Wasch mich, reinige mich, im Blut Das auf Golgota floss! Auch wenn ich schwach und schmutzig bin, Gibst Du mir sicher Kraft; Wirst du meinen Schmutz ganz reinigen, Bis alles unbefleckt, und rein. So ruft mich Jesus an Zu perfektem Glauben und Liebe, Zu perfekter Hoffnung, und Frieden, und Vertrauen, Für Erde und im Himmel. Und er gibt Zeugnis Den loyalen Herzen und frei, Dass jede Verheißung sich erfüllt, Wenn Glaube nur die Bitte vorbringt. Wohl Dir! Sühnendes Blut! Wohl Dir! Erlösende Gnade! Wohl Dir! dem Geschenk Christi, unseres Herrn, Unserer Stärke und Gerechtigkeit. |
| Die vierte Strophe aus Hartsoughs Original wurde von manchen Herausgebern als schwierig empfunden und mehrfach „verbessert“. Roberts (Gwyllt) lässt die Unsicherheiten in seiner walisischen Übersetzung einfach verschwinden. Englische Editoren, wie Baylus Benjamin McKinney, haben die Strophe teilweise einfach eliminiert oder Elmer Leon Jorgenson sie umgeschrieben: | | |
| | And He assurance gives To loyal hearts and true, That ev'ry promise is fulfilled, To those who hear and do. | Und Er gibt die Versicherung Den loyalen Herzen und wahren, Dass jedes Verheißung erfüllt ist, Für die, die hören und tun. |
| Der amerikanische Herausgeber William Jensen Reynolds fügte 1976, wie schon in einer früheren Ausgabe 1964, eine weitere Strophe zwischen der dritten und vierten ein. | | |
| | ’Tis Jesus who confirms The blessed work within, By adding grace to welcomed grace, Where reigned the power of sin. | Es ist Jesus der bestätigt Das gesegnete Werk darin, Indem er Gnade zu angenommener Gnade gibt, Wo früher die Macht der Sünde regierte. |
| Anmerkungen 1. 2. | | |

## Bekannte Einspielungen

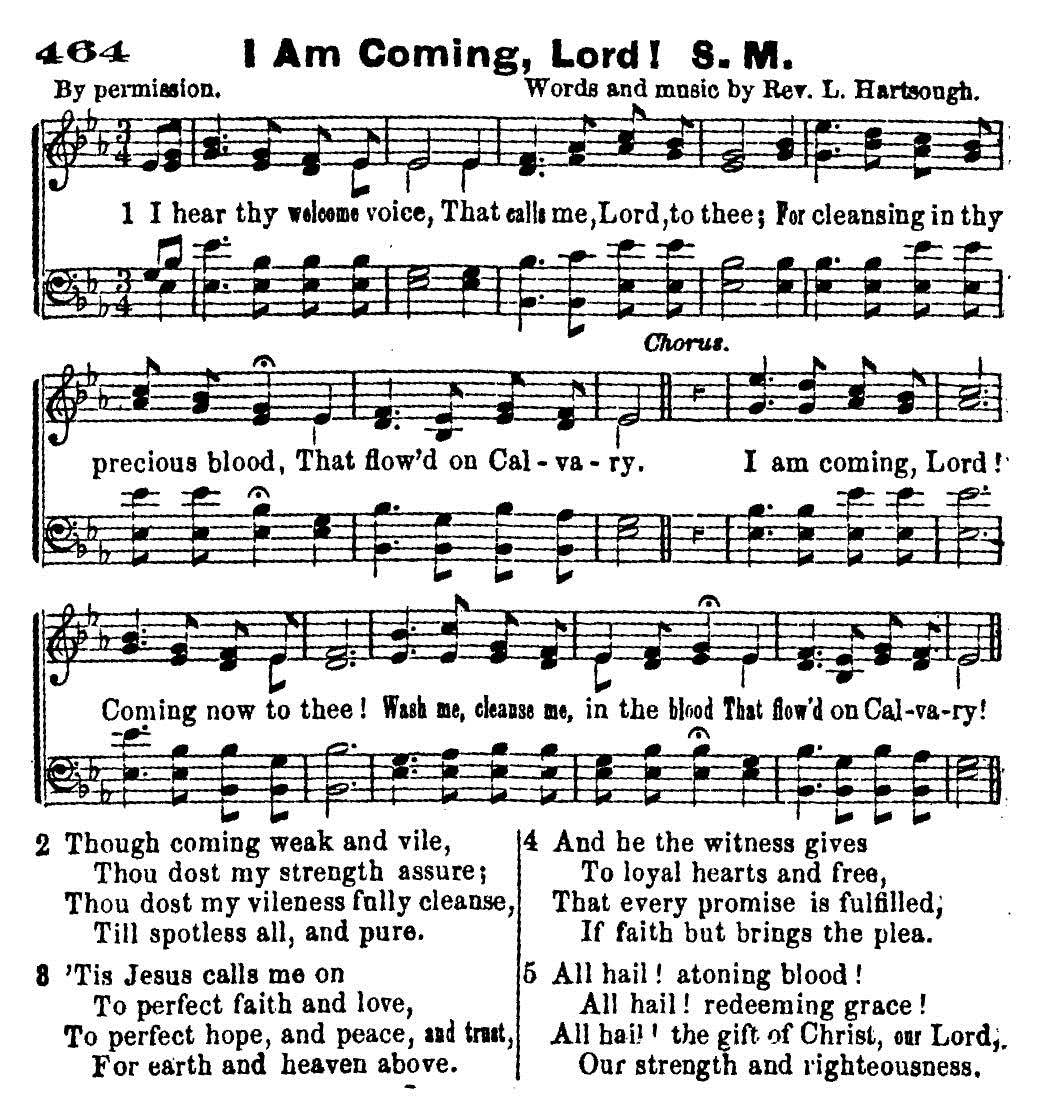
Originale Veröffentlichung von Hartsoughs I Am Coming, Lord!, 1872 im Revivalist. Herausgegeben von Hartsough & Joseph Hillman in Troy (New York)

Gwahoddiad wurde für eine ganze Reihe von Aufnahmen titelgebend:
- Dowlais Male Voice Choir (1976) One-Up 2136.
- Brythoniaid Male Choir (2001) SAIN, DVD 024.[16]

Und auf vielen Tonträgern finden sich bemerkenswerte Aufnahmen:
- Morriston Orpheus Choir, im Album 60 Years of Song (1994): EMI Records TCPR 133.
- Cerys Matthews, im Album Cockahoop (2003): Blanco y Negro Records 2564-60306-2
- Lleuwen Steffan, Huw Warren, Mark Lockheart, im Album Duw A Wyr / God Only Knows (2005): Babel Label & SAIN SCD2507
- Only Boys Aloud, im gleichnamigen Album (2012): Relentless Records
- Côr y Penrhyn (Bethesda), im Album Anthem (2011) SAIN SCD2679[17]
- Treorchy Male Choir (1973) The Very Best of Welsh Choirs: 16 Fabulous Tracks, EMI Records: EMC 3099